# Bertrand Hemmerdinger
Bertrand Hemmerdinger (n. 1 octombrie 1921, Paris, Île-de-France, Franța – d. 19 ianuarie 2017, Limeil-Brévannes, Île-de-France, Franța) a fost un istoric francez, specialist al Antichității.

## Lucrări
- Essai sur l'histoire du texte de Thucydide, Paris, Les Belles Lettres, 1955
- Les livres ternaires des Alexandrins, Bruxelles, 1963
- La culture grecque classique du VIIème au IXème siècle, Bruxelles, 1964
- La prétendue manus Philodemi, Paris, 1965
- Le "Codex" 252 de la Bibliothèque de Photius, 1965
- Note sur deux fragments grecs de Saint Irénée, 1965
- Nadar et Jules Verne, 1965
- Contre les hérésies : édition critique d'après les versions arménienne et latine - Irénée de Lyon, Paris, Ed. du Cerf, 1965
- Le Parisinus de Lucrèce, Wiesbaden, F. Steiner, 1966
- Les Lettres latines à Constantinople jusqu'à Justinien, Amsterdam, A. M. Hakkert, 1966
- Observations critiques sur Irénée, IV (Sources chrétiennes 100) ou les mésaventures d'un philologue, Oxford, Clarendon press, 1966
- Le "De plantis" de Nicolas de Damas à Planude, Berlin, 1967
- De la Méconnaissance de quelques étymologies grecques, Göttingen, Vanden-Hoeck und Ruprecht, 1970
- Comptes de chasseurs d'éléphants, Leipzig, Teubner, 1970
- Les Manuscrits d'Hérodote et la critique verbale, Genova, Istituto di filologia classica e medievale, 1981
- Que les habitants de Byblos portèrent en Grèce le papyrus égyptien et l'écriture phénicienne, 1982
- Réflexions sur les divers génies du peuple romain, de Charles de Saint-Evremond, Naples, Jovene, 1982
- Pseudo-Xénophon, Roma, Accademia nazionale dei Lincei, 1984
- Précis des guerres de César écrit par Marchand à l'île Sainte-Hélène sous la dictée de l'Empereur Napoléon, Naples, Jovene, 1984
- Commentaire de l'"Économie politique des Romains" et de la "Climatologie comparée de l'Italie et de l'Andalousie anciennes et modernes", 1986
- Montesquieu et Frédéric le grand, Torino, Rosemberg e Sellier, 1992